# 張煥宜
張煥宜（1999年11月20日—）是台灣男子武術運動員，就讀於中國文化大學。

## 國際賽經歷
2023年，參加杭州亞運武術散打獲得男子70公斤級銅牌，除了中止中華武術21年的奪牌荒外，也替中華隊奪的首面70公斤級獎牌。